# Episodi di Liebling Kreuzberg (quinta stagione)
La quinta stagione della serie televisiva Liebling Kreuzberg è stata trasmessa in anteprima in Germania da Das Erste tra il 7 ottobre 1997 e il 17 marzo 1998.
| nº | Titolo originale       | Titolo italiano | Prima TV Germania | Prima TV Italia |
| -- | ---------------------- | --------------- | ----------------- | --------------- |
| 1  | Lieblings neues Glück  | inedito         | 7 ottobre 1997    | inedito         |
| 2  | Unter uns Machos       | inedito         | 14 ottobre 1997   | inedito         |
| 3  | Der Verbieter          | inedito         | 4 novembre 1997   | inedito         |
| 4  | Wissen ist Macht       | inedito         | 11 novembre 1997  | inedito         |
| 5  | Der Bauch des Richters | inedito         | 18 novembre 1997  | inedito         |
| 6  | Schmerzensgeld         | inedito         | 25 novembre 1997  | inedito         |
| 7  | Ausländersachen        | inedito         | 2 dicembre 1997   | inedito         |
| 8  | Paradies mit Folgen    | inedito         | 9 dicembre 1997   | inedito         |
| 9  | Eine nette Intrige     | inedito         | 16 dicembre 1997  | inedito         |
| 10 | Der Krawattenmann      | inedito         | 6 gennaio 1998    | inedito         |
| 11 | Die Sache Anja Clemens | inedito         | 13 gennaio 1998   | inedito         |
| 12 | Paula, komm wieder     | inedito         | 20 gennaio 1998   | inedito         |
| 13 | Besorgte Väter         | inedito         | 27 gennaio 1998   | inedito         |
| 14 | Teure Zeugen           | inedito         | 3 febbraio 1998   | inedito         |
| 15 | Der Killer             | inedito         | 10 febbraio 1998  | inedito         |
| 16 | Hirngespinste          | inedito         | 24 febbraio 1998  | inedito         |
| 17 | Schwer verdientes Geld | inedito         | 10 marzo 1998     | inedito         |
| 18 | Der einzige Ehrliche   | inedito         | 17 marzo 1998     | inedito         |